# Arquèves
Arquèves es una comuna francesa situada en el departamento de Somme, en la región de Alta Francia.

## Demografía
| 179 | 171 | 148 | 158 | 137 | 143 | 157 |
| Para los censos de 1962 a 1999 la población legal corresponde a la población sin duplicidades (Fuente: INSEE [Consultar]) |     |     |     |     |     |     |